# Soldadura per ona
La soldadura per ona és una tècnica de soldadura per producció a gran escala en la qual els components electrònics són soldats a una placa de circuit imprès. El nom prové de l'ús d'onades de pasta de soldadura fosa per unir el metall dels components a la placa del circuit imprès. El procés utilitza un tanc que conté una quantitat de soldadura fosa. Els components es col·loquen sobre el circuit imprès i aquesta travessa una cascada de pasta de soldar. Les zones metàl·liques queden exposades creant una connexió elèctrica. Aquest procés és molt més ràpid i es pot crear un producte de qualitat superior en comparació amb la soldadura manual. La soldadura per ona s'usa per al muntatge de circuits impresos.

## Procés
Tot i que hi ha nombrosos tipus de màquines de soldadura per ona, totes tenen uns principis i components comuns. Bàsicament, una màquina de soldadura té tres zones clarament diferenciades: 
1. zona de preescalfament,
2. zona d'aplicació del fundent
3. zona de soldadura.

Depenent del tipus de fundent o flux emprat, es pot parlar d'una quarta zona dedicada a la neteja del circuit imprès.
Durant tot el procés, es fa ús d'una cinta transportadora per moure la placa entre les diferents etapes. En elles, l'equipament bàsic consisteix en un contenidor on el fundent es troba fos per a la seva utilització en el procés de soldadura, un equip de bombament per a produir l'onada, un aerosol per aplicar el fundent i una placa per al pre-escalfat. El procés de soldadura per ona es caracteritza pel fet que la soldadura és fiable i neta; el procés és automatitzat; es reutilitza del fundent i material de soldadura sobrant; cal una inspecció posterior per retocar-lo i sotmetre-ho a test; augmenta la productivitat i eficiència. El soldant consisteix típicament en una barreja de diversos metalls. Normalment es compon d'un 50% d'estany, 49,5% plom i un 0,5% d'antimoni.